# Ле-Фёй
Ле-Фёй (фр. Le Fœil, брет. Ar Fouilh) — коммуна во Франции, находится в регионе Бретань. Департамент — Кот-д’Армор. Входит в состав кантона Плело. Округ коммуны — Сен-Бриё.
Код INSEE коммуны — 22059.

## География
Коммуна расположена приблизительно в 390 км к западу от Парижа, в 100 км западнее Ренна, в 15 км к юго-западу от Сен-Бриё.
Вдоль восточной и южной границ коммуны протекает река Гуэ.

## Население
Население коммуны на 2016 год составляло 1 439 человек.
| 1962 | 1968 | 1975 | 1982 | 1990 | 1999 | 2008 | 2016 |
| ---- | ---- | ---- | ---- | ---- | ---- | ---- | ---- |
| 857  | 884  | 888  | 1084 | 1085 | 1124 | 1405 | 1439 |

## Экономика
В 2007 году среди 872 человек в трудоспособном возрасте (15—64 лет) 667 были экономически активными, 205 — неактивными (показатель активности — 76,5 %, в 1999 году было 73,2 %). Из 667 активных работали 636 человек (331 мужчина и 305 женщин), безработных было 31 (12 мужчин и 19 женщин). Среди 205 неактивных 91 человек были учениками или студентами, 56 — пенсионерами, 58 были неактивными по другим причинам.

## Достопримечательности
- Замок Робьен (XVIII век). Исторический памятник с 1946 года[3]
- Руины замка Кренан (XV век). Исторический памятник с 1969 года[4]
- Усадьба Ноэ-Сеш (XV век). Исторический памятник с 1936 года[5]
- Усадьба Гермен (XV век). Исторический памятник с 1964 года[6]

## Города-побратимы
- Кули (Ирландия, с 1986)[7]

## Фотогалерея
- Карта коммуны